# Andy Richter
Andy Richter, pseudonimo di Paul Andrew Richter (Grand Rapids, 28 ottobre 1966), è un attore e personaggio televisivo statunitense.

## Carriera
Secondo di quattro figli della designer Glenda Palmer e dell'insegnante Laurence R. Richter, i suoi genitori divorziarono quando aveva 4 anni.
Alla fine degli anni ottanta Andy Richter frequenta la Columbia College Chicago, dove apprende le basi della recitazione comica, e nel 1988 lavora come assistente alla produzione di alcuni cortometraggi pubblicitari a Chicago. L'anno seguente lavora presso alcune compagnie teatrali, con le quali ottiene un buon successo, in particolar modo con la rappresentazione in scena di The Real Live Brady Bunch, celebre sitcom degli anni settanta. L'attenzione mediatica intorno a Richter gli dà la possibilità di lavorare nel 1993 al Late Night with Conan O'Brien, inizialmente come autore, e in seguito come spalla comica di Conan O'Brien.
Richter lascia lo show televisivo Late Night with Conan O'Brien nel 2000, per lavorare nella sua prima produzione che porta il suo nome: Andy Richter Controls the Universe, in onda su Fox Network. Lo show però viene cancellato dopo due stagioni. Segue l'esperienza della sitcom Give Me Five, che dura una sola stagione e Andy Barker P.I., co-prodotto da Conan O'Brien e in onda su NBC. Richter è apparso come guest star anche in diverse serie televisive come Malcolm, Detective Monk, Chuck e Arrested Development - Ti presento i miei (nel ruolo di se stesso) e in alcune produzioni cinematografiche come Elf - Un elfo di nome Buddy, La figlia del mio capo, Scary Movie 2, Blades of Glory - Due pattini per la gloria e Il dottor T e le donne. Andy Richter ha anche doppiato Ben in La Grande B! e Mortino nella serie di Madagascar.
Richter è stato sposato dal 1994 al 2019 con l'attrice Sarah Thyre, dalla quale ha avuto due figli, William (2001) e Mercy (2007).

## Filmografia parziale

### Cinema
- Il dottor T & le donne (Dr. T & the Women), regia di Robert Altman (2000)
- Il dottor Dolittle 2 (Dr. Dolittle 2), regia di Steve Carr (2001)
- Scary Movie 2, regia di Keenen Ivory Wayans (2001)
- Big Trouble - Una valigia piena di guai (Big Trouble), regia di Barry Sonnenfeld (2002)
- La figlia del mio capo (My Boss's Daughter), regia di David Zucker (2003)
- Elf - Un elfo di nome Buddy (Elf), regia di Jon Favreau (2003)
- Una pazza giornata a New York (New York Minute), regia di Dennie Gordon (2004)
- Madagascar, regia di Eric Darnell e Tom McGrath (2005) – voce
- Ricky Bobby - La storia di un uomo che sapeva contare fino a uno (Talladega Nights: The Ballad of Ricky Bobby), regia di Adam McKay (2006)
- Blades of Glory - Due pattini per la gloria (Blades of Glory), regia di Will Speck e Josh Gordon (2007)
- Madagascar 2 (Madagascar: Escape 2 Africa), regia di Eric Darnell e Tom McGrath (2008) – voce
- Alieni in soffitta (Aliens in the Attic), regia di John Schultz (2009)
- Madagascar 3 - Ricercati in Europa (Madagascar 3: Europe's Most Wanted), regia di Conrad Vernon, Eric Darnell e Tom McGrath (2012) – voce
- I pinguini di Madagascar (Penguins of Madagascar), regia di Eric Darnell e Simon J. Smith (2014) – voce
- La festa delle fidanzate (Girlfriend's Day), regia di Michael Stephenson (2017)
- Semi-Pro, regia di Kent Alterman (2018)
- 80 voglia di Brady (80 for Brady), regia di Kyle Marvin (2023)

### Televisione
- Malcolm (Malcolm in the Middle) – serie TV, episodio 3x19 (2002)
- It's All Relative – serie TV, un episodio (2004)
- Give Me Five (Quintuplets) – serie TV, 22 episodi (2004-2005)
- Will & Grace – serie TV, episodio 8x03 (2005)
- Andy Barker, P.I. – serie TV, 6 episodi (2007)
- 30 Rock – serie TV, un episodio (2007)
- Detective Monk – serie TV, episodi 5x11-7x07 (2007-2008)
- Chuck – serie TV, un episodio (2009)
- Zack e Cody sul ponte di comando (The Suite Life on Deck) – serie TV, un episodio (2010)
- I pinguini di Madagascar (The Penguins of Madagascar) – serie TV, 85 episodi (2008-2015) – voce
- Brooklyn Nine-Nine – serie TV, episodio 1x05 (2013)
- Life in Pieces – serie TV, un episodio (2017)
- Santa Clarita Diet – serie TV, 5 episodi (2017-2018)

## Doppiatori italiani
Nelle versioni in italiano delle opere in cui ha recitato, Andy Richter è stato doppiato da:
- Roberto Stocchi in Scary Movie 2, 30 Rock, Detective Monk (ep. 7x07)
- Franco Mannella in La figlia del mio capo, Una pazza giornata a New York, Will & Grace
- Manfredi Aliquò in Big Trouble - Una valigia piena di guai
- Fabrizio Vidale ne Il dottor T & le donne
- Vittorio De Angelis in Malcolm
- Gianluca Machelli in It's All Relative
- Roberto Gammino in Give Me Five
- Claudio Fattoretto in Ricky Bobby - La storia di un uomo che sapeva contare fino a uno
- Massimo Rossi in Detective Monk (ep. 5x11)
- Danilo De Girolamo in Alieni in soffitta
- Fabrizio Russotto in Chuck
- Paolo Marchese in Zack e Cody sul ponte di comando
- Lorenzo Profita in Life in Pieces
- Luca Ghignone ne La festa delle fidanzate
- Roberto Fidecaro in Santa Clarita Diet
- Roberto Certomà in Semi-Pro
- Massimiliano Alto in 80 voglia di Brady

Da doppiatore è sostituito da:
- Massimiliano Alto in Madagascar, Madagascar 2, I pinguini di Madagascar, Madagascar 3 - Ricercati in Europa